# 石田久子
石田 久子（いしだ ひさこ、1973年10月9日 - ）は、ラジオ福島のアナウンサー。石川県小松市出身。

## 人物
- 石川県立小松明峰高等学校、青山学院大学法学部を卒業後、1996年に東京都内の法律事務所に入る。
- 大学卒業後アナウンサーを目指し日経ラジオ社（当時、ラジオ短波）のレースアナウンサー講座などに通う。
- 1998年にラジオ福島に入社。
- 高校時代、陸上部に入り競歩をはじめ大学でも体育会陸上競技部に所属。全国大会優勝経験もある。
- 熱狂的阪神タイガースファン。
- 少女の頃は真弓ファン。現在は藤川球児ファン。
- マティーニが大好物。好きなジンはタンカレー。
- 以前宝塚歌劇を観劇し京都競馬場もしくは阪神競馬場へ行き甲子園球場で阪神タイガースを応援することが至福の時間だと語っていた。
- かつては木、金、土曜朝のワイド番組を担当したのち、夕方のワイドを番組を担当していたが、2022年4月以降は基本的に「nappoしぇんしぇ～のドレミファ相談室」[1]のみの出演となっている。

## 現在の担当番組
- nappoしぇんしぇ～のドレミファ相談室
- 福島競馬実況中継

## 過去の担当番組
- 朝からびんびん
- 土曜WAブラボー
- モーニング・モーニング
- ほっとタイム
- イブニングパートナー
- みよしサンデーパラダイス バンボン・久子のお菓子な二人
- アイミー サウンドスルー（日曜11：00～11：30）
- スマイル（金曜10:00～12:50）
- ORANGE TIME サタデー
- ラジオミュージックカフェ（月曜19:00～20:45）